# Droga wojewódzka nr 565
Droga wojewódzka nr 565 (DW565) – droga wojewódzka o długości ok. 5 km łącząca Nowy Secymin z Chociszewem przez rzekę Wisłę.